# Campeonato Brasileiro Série A 2021
Il Campeonato Brasileiro Série A 2021 (in italiano: Campionato Brasiliano Serie A 2021) è stata la 65ª edizione del massimo campionato brasiliano di calcio.

## Formula
Girone all'italiana con partite di andata e ritorno. Vince il campionato la squadra che totalizza più punti, retrocedono in Série B le ultime 4 classificate. In caso di arrivo a pari punti tra due o più squadre, per determinarne l'ordine in classifica sono utilizzati, nell'ordine, i seguenti criteri:
1. Maggior numero di vittorie;
2. Miglior differenza reti;
3. Maggior numero di gol segnati;
4. Confronto diretto (solo nel caso di arrivo a pari punti di due squadre);
5. Minor numero di espulsioni;
6. Minor numero di ammonizioni;
7. Sorteggio.

## Squadre partecipanti
| Squadra          | Città             | Stato             | Stagione precedente |
| ---------------- | ----------------- | ----------------- | ------------------- |
| América-MG       | Belo Horizonte    | Minas Gerais      | 2º in Série B       |
| Athl. Paranaense | Curitiba          | Paraná            | 9º in Série A       |
| Atl. Goianiense  | Goiânia           | Goiás             | 13º in Série A      |
| Atlético Mineiro | Belo Horizonte    | Minas Gerais      | 3º in Série A       |
| Bahia            | Salvador          | Bahia             | 14º in Série A      |
| Ceará            | Fortaleza         | Ceará             | 11º in Série A      |
| Chapecoense      | Chapecó           | Santa Catarina    | 1º in Série B       |
| Corinthians      | San Paolo         | San Paolo         | 12º in Série A      |
| Cuiabá           | Cuiabá            | Mato Grosso       | 4º in Série B       |
| Flamengo         | Rio de Janeiro    | Rio de Janeiro    | 1º in Série A       |
| Fluminense       | Rio de Janeiro    | Rio de Janeiro    | 5º in Série A       |
| Fortaleza        | Fortaleza         | Ceará             | 16º in Série A      |
| Grêmio           | Porto Alegre      | Rio Grande do Sul | 6º in Série A       |
| Internacional    | Porto Alegre      | Rio Grande do Sul | 2º in Série A       |
| Juventude        | Caxias do Sul     | Rio Grande do Sul | 3º in Série B       |
| Palmeiras        | San Paolo         | San Paolo         | 7º in Série A       |
| RB Bragantino    | Bragança Paulista | San Paolo         | 10º in Série A      |
| San Paolo        | San Paolo         | San Paolo         | 4º in Série A       |
| Santos           | Santos            | San Paolo         | 8º in Série A       |
| Sport Recife     | Recife            | Pernambuco        | 15º in Série A      |

## Allenatori
| Squadra          | Allenatore                  |
| ---------------- | --------------------------- |
| América-MG       | Marquinhos Santos           |
| Athl. Paranaense | Alberto Valentim            |
| Atl. Goianiense  | Marcelo Cabo                |
| Atlético Mineiro | Cuca                        |
| Bahia            | Guto Ferreira               |
| Ceará            | Tiago Nunes                 |
| Chapecoense      | Felipe Endres (ad interim)  |
| Corinthians      | Sylvinho                    |
| Cuiabá           | Jorginho                    |
| Flamengo         | Mauricio Souza (ad interim) |
| Fluminense       | Marcão                      |
| Fortaleza        | Juan Pablo Vojvoda          |
| Grêmio           | Vágner Mancini              |
| Internacional    | Diego Aguirre               |
| Juventude        | Jair Ventura                |
| Palmeiras        | Abel Ferreira               |
| RB Bragantino    | Maurício Barbieri           |
| Santos           | Fábio Carille               |
| San Paolo        | Rogério Ceni                |
| Sport Recife     | Gustavo Florentín           |

### Cambi di allenatore
| Squadra          | Predecessore         | Motivo                  | Giornata | Successore                  | Riferimenti   |
| ---------------- | -------------------- | ----------------------- | -------- | --------------------------- | ------------- |
| Cuiabá           | Alberto Valentim     | Esonerato               | 1ª       | Jorginho                    | [ 4 ] [ 5 ]   |
| Internacional    | Miguel Ángel Ramírez | Esonerato               | 2ª       | Diego Aguirre               | [ 7 ] [ 8 ]   |
| América-MG       | Lisca                | Dimissionario           | 3ª       | Vágner Mancini              | [ 10 ] [ 11 ] |
| Grêmio           | Tiago Nunes          | Esonerato               | 9ª       | Luiz Felipe Scolari         | [ 13 ] [ 14 ] |
| Flamengo         | Rogério Ceni         | Esonerato               | 10ª      | Renato Portaluppi           | [ 16 ] [ 17 ] |
| Chapecoense      | Jair Ventura         | Esonerato               | 14ª      | Pintado                     | [ 18 ] [ 19 ] |
| Bahia            | Dado Cavalcanti      | Esonerato               | 16ª      | Diego Dabove                | [ 21 ] [ 22 ] |
| Fluminense       | Roger Machado        | Esonerato               | 16ª      | Marcão                      | [ 24 ] [ 25 ] |
| Sport Recife     | Umberto Louzer       | Rescissione consensuale | 17ª      | Gustavo Florentín           | [ 27 ] [ 28 ] |
| Ceará            | Guto Ferreira        | Esonerato               | 18ª      | Tiago Nunes                 | [ 29 ] [ 30 ] |
| Santos           | Fernando Diniz       | Esonerato               | 19ª      | Fábio Carille               | [ 31 ] [ 32 ] |
| Athl. Paranaense | António Oliveira     | Dimissionario           | 19ª      | Alberto Valentim            | [ 34 ] [ 35 ] |
| Atl. Goianiense  | Eduardo Barroca      | Esonerato               | 22ª      | Marcelo Cabo                | [ 37 ] [ 38 ] |
| Bahia            | Diego Dabove         | Esonerato               | 24ª      | Guto Ferreira               | [ 39 ]        |
| Grêmio           | Luiz Felipe Scolari  | Esonerato               | 25ª      | Vágner Mancini              | [ 40 ] [ 41 ] |
| San Paolo        | Hernán Crespo        | Rescissione consensuale | 25ª      | Rogério Ceni                | [ 42 ] [ 43 ] |
| América-MG       | Vágner Mancini       | Assunto dal Grêmio      | 26ª      | Marquinhos Santos           | [ 41 ] [ 45 ] |
| Juventude        | Marquinhos Santos    | Esonerato               | 27ª      | Jair Ventura                | [ 46 ] [ 47 ] |
| Chapecoense      | Pintado              | Dimissionario           | 28ª      | Felipe Endres (ad interim)  | [ 48 ] [ 49 ] |
| Flamengo         | Renato Portaluppi    | Esonerato               | 35ª      | Mauricio Souza (ad interim) | [ 50 ]        |

## Classifica finale
|        | Pos. | Squadra          | Pt | G  | V  | N  | P  | GF | GS | DR  |
| ------ | ---- | ---------------- | -- | -- | -- | -- | -- | -- | -- | --- |
|        | 1.   | Atlético Mineiro | 84 | 38 | 26 | 6  | 6  | 67 | 34 | +33 |
|        | 2.   | Flamengo         | 71 | 38 | 21 | 8  | 9  | 69 | 36 | +33 |
| [ 51 ] | 3.   | Palmeiras        | 66 | 38 | 20 | 6  | 12 | 58 | 43 | +15 |
|        | 4.   | Fortaleza        | 58 | 38 | 17 | 7  | 14 | 44 | 45 | -1  |
|        | 5.   | Corinthians      | 57 | 38 | 15 | 12 | 11 | 40 | 36 | +4  |
|        | 6.   | RB Bragantino    | 56 | 38 | 14 | 14 | 10 | 55 | 46 | +9  |
|        | 7.   | Fluminense       | 54 | 38 | 15 | 9  | 14 | 38 | 38 | 0   |
|        | 8.   | América-MG       | 53 | 38 | 13 | 14 | 11 | 41 | 37 | +4  |
|        | 9.   | Atl. Goianiense  | 53 | 38 | 13 | 14 | 11 | 33 | 36 | -3  |
|        | 10.  | Santos           | 50 | 38 | 12 | 14 | 12 | 35 | 40 | -5  |
|        | 11.  | Ceará            | 50 | 38 | 11 | 17 | 10 | 39 | 38 | +1  |
|        | 12.  | Internacional    | 48 | 38 | 12 | 12 | 14 | 44 | 42 | +2  |
|        | 13.  | San Paolo        | 48 | 38 | 11 | 15 | 12 | 31 | 39 | -8  |
| [ 52 ] | 14.  | Athl. Paranaense | 47 | 38 | 13 | 8  | 17 | 41 | 45 | -4  |
|        | 15.  | Cuiabá           | 47 | 38 | 10 | 17 | 11 | 34 | 37 | -3  |
|        | 16.  | Juventude        | 46 | 38 | 11 | 13 | 14 | 36 | 44 | -8  |
|        | 17.  | Grêmio           | 43 | 38 | 12 | 7  | 19 | 44 | 51 | -7  |
|        | 18.  | Bahia            | 43 | 38 | 11 | 10 | 17 | 42 | 51 | -9  |
|        | 19.  | Sport Recife     | 38 | 38 | 9  | 11 | 18 | 24 | 37 | -13 |
|        | 20.  | Chapecoense      | 15 | 38 | 1  | 12 | 25 | 27 | 67 | -40 |

Legenda:
     Campione del Brasile e ammessa alla Coppa Libertadores e Supercopa do Brasil
     Ammesse alla fase a gironi della Coppa Libertadores
     Ammesse ai preliminari della Coppa Libertadores
     Ammesse alla fase a gironi della Coppa Sudamericana
     Retrocesse in Série B
Note:
Tre punti a vittoria, uno a pareggio, zero a sconfitta.

## Risultati

### Tabellone
|                      | AME | ATP | ATG | ATM | BAH | CEA | CHA | CUI | COR | FLA | FLU | FOR | GRE | INT | JUV | PAL | RBB | SPA | SAN | SPO |
| -------------------- | --- | --- | --- | --- | --- | --- | --- | --- | --- | --- | --- | --- | --- | --- | --- | --- | --- | --- | --- | --- |
| América Mineiro      | ––– | 2-0 | 0-0 | 0-1 | 0-0 | 2-0 | 3-0 | 0-0 | 0-1 | 1-1 | 1-0 | 2-1 | 3-1 | 1-1 | 1-1 | 2-1 | 0-2 | 2-0 | 2-0 | 0-1 |
| Athletico Paranaense | 1-0 | ––– | 2-1 | 0-1 | 0-2 | 2-1 | 2-2 | 1-0 | 0-1 | 2-2 | 0-1 | 2-1 | 4-2 | 2-1 | 2-1 | 0-0 | 2-2 | 1-2 | 0-1 | 0-0 |
| Atlético Goianiense  | 1-1 | 0-2 | ––– | 2-1 | 2-1 | 1-1 | 1-1 | 0-0 | 1-1 | 2-0 | 1-0 | 0-0 | 2-0 | 0-0 | 1-1 | 0-3 | 0-1 | 2-0 | 0-0 | 1-1 |
| Atlético Mineiro     | 1-0 | 2-0 | 4-1 | ––– | 3-0 | 3-1 | 1-1 | 2-1 | 3-0 | 2-1 | 2-1 | 1-2 | 2-1 | 1-0 | 2-0 | 2-0 | 4-3 | 1-0 | 3-1 | 3-0 |
| Bahia                | 3-4 | 2-1 | 1-2 | 2-3 | ––– | 1-1 | 3-0 | 0-0 | 0-0 | 0-5 | 2-0 | 4-2 | 3-1 | 0-1 | 1-0 | 0-0 | 1-1 | 1-0 | 3-0 | 0-1 |
| Ceará                | 0-0 | 1-0 | 0-0 | 2-1 | 1-2 | ––– | 1-0 | 1-0 | 2-1 | 1-1 | 1-0 | 3-1 | 3-2 | 0-0 | 2-0 | 1-2 | 2-2 | 1-1 | 0-0 | 2-1 |
| Chapecoense          | 1-1 | 1-1 | 0-1 | 2-2 | 0-2 | 0-0 | ––– | 2-3 | 0-1 | 2-2 | 1-2 | 1-2 | 1-3 | 1-2 | 0-2 | 0-2 | 0-3 | 1-1 | 0-1 | 0-1 |
| Cuiabá               | 0-2 | 1-0 | 2-1 | 0-1 | 1-1 | 2-2 | 0-0 | ––– | 1-2 | 0-2 | 2-2 | 1-0 | 0-1 | 1-0 | 2-2 | 1-3 | 1-0 | 0-0 | 2-1 | 1-0 |
| Corinthians          | 1-1 | 1-0 | 0-1 | 1-2 | 3-1 | 3-1 | 1-0 | 3-2 | ––– | 1-3 | 1-0 | 1-0 | 1-1 | 1-1 | 1-1 | 2-1 | 1-2 | 0-0 | 2-0 | 2-1 |
| Flamengo             | 2-0 | 3-0 | 2-0 | 1-0 | 3-0 | 2-1 | 2-1 | 0-0 | 1-0 | ––– | 0-1 | 2-1 | 0-1 | 0-4 | 3-1 | 1-0 | 2-3 | 5-1 | 0-1 | 2-0 |
| Fluminense           | 2-0 | 1-4 | 0-0 | 1-1 | 2-0 | 0-0 | 3-0 | 1-0 | 1-1 | 3-1 | ––– | 0-2 | 0-1 | 1-0 | 1-1 | 2-1 | 2-1 | 2-1 | 1-0 | 1-0 |
| Fortaleza            | 4-0 | 3-0 | 0-3 | 0-2 | 2-1 | 0-4 | 3-2 | 0-0 | 1-0 | 0-3 | 1-1 | ––– | 1-0 | 5-1 | 1-0 | 1-0 | 1-0 | 1-1 | 1-1 | 1-0 |
| Grêmio               | 1-1 | 0-1 | 0-1 | 4-3 | 2-0 | 2-0 | 2-1 | 2-2 | 0-1 | 2-2 | 1-0 | 0-0 | ––– | 0-0 | 3-2 | 1-3 | 3-0 | 3-0 | 2-2 | 1-2 |
| Internacional        | 3-1 | 2-1 | 1-2 | 0-1 | 2-0 | 1-1 | 5-2 | 0-0 | 2-2 | 1-2 | 4-2 | 1-0 | 1-0 | ––– | 1-0 | 1-2 | 1-1 | 0-2 | 1-1 | 2-2 |
| Juventude            | 1-1 | 0-3 | 1-1 | 1-2 | 0-0 | 0-0 | 1-0 | 1-2 | 1-0 | 1-0 | 1-0 | 1-1 | 2-0 | 2-1 | ––– | 0-3 | 1-0 | 1-1 | 3-0 | 1-0 |
| Palmeiras            | 2-1 | 2-1 | 4-0 | 2-2 | 3-2 | 1-0 | 3-1 | 0-2 | 1-1 | 1-3 | 1-0 | 2-3 | 2-0 | 1-0 | 1-1 | ––– | 2-4 | 0-2 | 3-2 | 2-1 |
| Red Bull Bragantino  | 1-1 | 0-2 | 1-0 | 1-1 | 3-3 | 0-0 | 1-2 | 1-1 | 2-2 | 1-1 | 2-2 | 3-0 | 1-0 | 1-0 | 1-2 | 3-1 | ––– | 1-0 | 2-2 | 3-0 |
| San Paolo            | 0-0 | 0-0 | 2-1 | 0-0 | 1-0 | 1-1 | 1-1 | 2-2 | 1-0 | 0-4 | 0-0 | 0-1 | 2-1 | 1-0 | 3-1 | 0-0 | 1-2 | ––– | 1-1 | 2-0 |
| Santos               | 0-2 | 2-1 | 0-1 | 2-0 | 0-0 | 3-1 | 2-0 | 1-1 | 0-0 | 0-4 | 2-0 | 2-0 | 1-0 | 2-2 | 0-0 | 0-2 | 2-0 | 2-0 | ––– | 0-0 |
| Sport Recife         | 2-3 | 1-1 | 2-0 | 0-1 | 1-0 | 0-0 | 0-0 | 0-0 | 1-0 | 1-1 | 1-2 | 0-1 | 1-0 | 0-1 | 3-1 | 0-1 | 0-0 | 0-1 | 0-0 | ––– |

## Classifica marcatori
| Gol |  |  | Giocatore       | Squadra       |
| --- |  |  | --------------- | ------------- |
| 19  |  |  | Hulk            | Atl. Mineiro  |
| 15  |  |  | Gilberto        | Bahia         |
| 14  |  |  | Michael         | Flamengo      |
| 13  |  |  | Ademir          | América-MG    |
| 12  |  |  | Artur           | RB Bragantino |
| 12  |  |  | Gabriel Barbosa | Flamengo      |
| 12  |  |  | Ytalo           | RB Bragantino |
| 12  |  |  | Yuri Alberto    | Internacional |
| 11  |  |  | Bruno Henrique  | Flamengo      |
| 11  |  |  | Edenílson       | Internacional |
| 10  |  |  | Diego Souza     | Grêmio        |
| 10  |  |  | Raphael Veiga   | Palmeiras     |
| 10  |  |  | Robson          | Fortaleza     |